# Divoká strouha
Divoká strouha (německy Wildbach) je horská bystřina odvodňující Krkonoše. Její vody se sbírají na hoře Kotel a v Kotelském sedle. Krátký tok prudce spadá na severozápad.

## Průběh toku
Divoká strouha vytéká z horského rašeliniště pod Kotelským sedlem (1311 m n. m.). Nemá tedy jediný pramen. Mnoho malých vodotečí vytváří dvě ramena většího potoka ve výšce 1270 m n. m., která se spojují ve výšce 1200 m n. m. Ve výšce 1110 m n. m. se spojí potoky Divoká strouha a Velká Mumlava, čímž se vytvoří řeka Mumlava.